# Drożyska Wielkie
Drożyska Wielkie – wieś krajeńska w Polsce położona w województwie wielkopolskim, w powiecie złotowskim, w gminie Zakrzewo.
| SIMC    | Nazwa    | Rodzaj    |
| ------- | -------- | --------- |
| 0533802 | Karolewo | część wsi |
| 0533819 | Łączyn   | część wsi |

W latach 1975–1998 wieś należała administracyjnie do województwa pilskiego.

## Zabytki
Kościół Ewangelicki w Drożyskach Wielkich wpisany do rejestru zabytków 2 czerwca 2004 roku.